# Somewhere in Time
| Críticas profissionais | Críticas profissionais |
| Avaliações da crítica  | Avaliações da crítica  |
| Fonte                  | Avaliação              |
| ---------------------- | ---------------------- |
| Allmusic               | link                   |

Somewhere In Time é o sexto álbum de estúdio da banda inglesa de heavy metal Iron Maiden, lançado no dia 29 de setembro de 1986. Esse disco veio um ano após o lançamento do primeiro disco ao vivo, o Live After Death. A temática principal do encarte é baseada no filme Blade Runner estrelado pelo ator Harrison Ford, e as músicas falam sobre as relações do ser humano com o tempo. Foi o primeiro álbum da banda a apresentar sintetizadores de guitarra. "Wasted Years" e "Stranger in a Strange Land" foram lançadas como singles do álbum, mas a música mais executada pela banda durante a suas turnês foi a "Heaven Can Wait", escrita por Steve Harris. Em 1995 foi relançado junto com um CD bônus.

## Faixas
| N.º            | Título                                       | Compositor(es)      | Duração |  |
| 1.             | "Caught Somewhere in Time"                   | Steve Harris        | 7:25    |  |
| 2.             | "Wasted Years"                               | Adrian Smith        | 5:05    |  |
| 3.             | "Sea Of Madness"                             | Smith               | 5:42    |  |
| 4.             | "Heaven Can Wait"                            | Harris              | 7:26    |  |
| 5.             | "The Loneliness of the Long Distance Runner" | Harris              | 6:34    |  |
| 6.             | "Stranger in a Strange Land"                 | Smith               | 5:45    |  |
| 7.             | "Déjà Vu"                                    | Harris, Dave Murray | 4:56    |  |
| 8.             | " Alexander the Great"                       | Harris              | 8:37    |  |
| Duração total: | Duração total:                               | Duração total:      | 51:20   |  |

| Faixas do CD Bônus de 1995 |                                                                          |                                                       |         |  |
| N.º                        | Título                                                                   | Compositor(es)                                        | Duração |  |
| 1.                         | "Reach Out" (gravada originalmente por The Entire Population of Hackney) | Dave Colwell                                          | 3:31    |  |
| 2.                         | "Juanita" (cover de Marshall Fury)                                       | Steve Barnacle, Derek O'Neil                          | 3:47    |  |
| 3.                         | "Sheriff Of Huddersfield"                                                | Harris, Bruce Dickinson, Smith, Murray, Nicko McBrain | 3:35    |  |
| 4.                         | "That Girl" (cover de FM)                                                | Merv Goldsworthy, Pete Jupp, Andy Barnett             | 5:07    |  |

## Integrantes
- Bruce Dickinson – voz
- Adrian Smith – guitarra, sintetizador, voz de apoio, voz principal em "Reach Out"
- Dave Murray – guitarra, sintetizador
- Steve Harris – baixo, sintetizador e voz de apoio
- Nicko McBrain – bateria

### Produção
- Martin Birch – produção, engenharia, mixagem, operador de fita
- Albert Boekholt e Ronald Prent – engenheiros assistentes (Holanda)
- Sean Burrows – engenheiro assistente (Bahamas)
- Bruce Buchhalter – segundo engenheiro
- George Marino – masterização
- Derek Riggs – ilustrações
- Aaron Rapoport – fotografia
- Rod Smallwood – empresário, projetista gráfico
- Andy Taylor – empresário
- Guitarras, guitarras sintetizadas e vocais gravados no estúdio Wisseloord Studios (Hilversum, Holanda)
- Baixo, baixo sintetizado e bateria gravados no estúdio Compass Point Studos (Nassau, Bahamas)
- Mixado no Electric Ladyland Studios, Nova York
- Masterizado no Sterling Sound, Nova York

## Desempenho nas paradas
| País           | Gráfico (1986)              | Melhor Posição |
| -------------- | --------------------------- | -------------- |
| Áustria        | Ö3 Austria Top 40           | 10             |
| Finlândia      | The Official Finnish Charts | 1              |
| Nova Zelândia  | RIANZ                       | 5              |
| Noruega        | VG-lista                    | 8              |
| Suécia         | Sverigetopplistan           | 6              |
| Suíça          | Schweizer Hitparade         | 22             |
| Reino Unido    | Official Albums Chart       | 3              |
| Estados Unidos | Billboard 200               | 11             |
| País           | Gráfico (1987)              | Melhor Posição |
| Austria        | Ö3 Austria Top 40           | 29             |
| País           | Gráfico (1998)              | Melhor Posição |
| Alemanha       | Media Control Charts        | 8              |
| País           | Gráfico (2010)              | Melhor Posição |
| Grécia         | IFPI Greece                 | 39             |
| País           | Gráfico (2013)              | Melhor Posição |
| Finlândia      | The Official Finnish Charts | 42             |
| Alemanha       | Media Control Charts        | 95             |
| Noruega        | VG-lista                    | 26             |
| Suécia         | Sverigetopplistan           | 34             |

| Single                                    | Gráfico             | Melhor Posição | Álbum             |
| ----------------------------------------- | ------------------- | -------------- | ----------------- |
| "Wasted Years"                            | Irish Singles Chart | 11             | Somewhere in Time |
| "Wasted Years"                            | UK Singles Chart    | 18             | Somewhere in Time |
| "Stranger in a Strange Land"              | Irish Singles Chart | 18             | Somewhere in Time |
| "Stranger in a Strange Land"              | UK Singles Chart    | 22             | Somewhere in Time |
| Single                                    | Gráfico             | Melhor Posição | Álbum             |
| "Wasted Years/Stranger in a Strange Land" | UK Albums Chart     | 9              | —                 |

## Certificações
| País           | Certificação              | Vendas     |
| -------------- | ------------------------- | ---------- |
| Brasil         | Ouro - ABPD               | 100.000+   |
| Canadá         | 2× Platina - Music Canada | 200.000+   |
| Alemanha       | Ouro - BM                 | 250.000+   |
| Reino Unido    | Ouro - BPI                | 100.000    |
| Estados Unidos | Platina - RIAA            | 1.000.000+ |